# 于里·維普斯
于里·维普斯（愛沙尼亞語發音：[ˈjy.ri vips]，2000年8月10日—），爱沙尼亚车手。现效力于世界二级方程式高科技大獎賽車隊。他曾經為紅牛青年車手訓練計劃的一員。
维普斯在2017、2018年先后获得了欧洲三级方程式，意大利四级方程式和ADAC F4中还拥有比赛的胜利，自2019年开始征战世界三级方程式，获得一个杆位，三场胜利。 爱沙尼亚人在F2 2020赛季作为替补车手首次亮相F2，并获得了16个积分。2021赛季他成为了Hitech Grand Prix的正式车手，在巴库大奖赛两次获胜，在第二次冲刺赛中取得了第一场胜利，然后又赢得正赛冠军。 21岁的维普斯在此后的比赛中又获得了四个领奖台，在第六名中结束了他的第一个完整赛季。2021赛季他作为红牛车队测试车手参加了赛季末的测试任务。